# Mehmet Topuz
Mehmet Topuz (Yozgat, 7 september 1983) is een voormalig Turks voetballer. Topuz speelde tussen 2006 en 2011 zeventien interlands in het Turks voetbalelftal.

## Clubcarrière
Topuz is afkomstig uit de jeugdopleiding van Kayserispor. Hij werd in het seizoen 2002/03 van de jeugd naar het A-elftal gehaald en groeide uit tot clubvedette en basisspeler van de club en het Turks voetbalelftal. Hij droeg rugnummer 66, omdat dit de code is van zijn stad en provincie (Yozgat). Topuz was aanvoerder van Kayserispor en behaalde in het seizoen 2007/08 zijn grootste succes met de club, toen het nationale bekertoernooi werd gewonnen.
Na een mogelijk vertrek van Topuz naar Beşiktaş of Fenerbahçe werd op 13 juni 2009 bekendgemaakt dat hij een driejarig contract bij Fenerbahçe had ondertekende. De club betaalde zevenenhalf miljoen euro aan Kayserispor en gaf ook de aandelen in Gökhan Emreciksin, die daardoor onder contract kwam te staan bij Kayserispor. De clubs waren sinds 6 juni 2009 akkoord; Beşiktaş had niettemin persoonlijek overeenstemming bereikt met Topuz. Volgens de FIFA-reglementen is dit strafbaar, omdat een club eerst met de club van de speler moet praten en toestemming moet vragen. Hierdoor hing Beşiktaş een transferverbod boven het hoofd en Topuz een speelverbod van zes maanden. Fenerbahçe-voorzitter Aziz Yıldırım haalde Topuz op 13 juni persoonlijk op bij het Kayserispor-complex. Yıldırım bracht Topuz in een privévliegtuig naar Istanboel en liet hem in het stadion van Fenerbahçe een driejarig contract tekenen in het bijzijn van Ali Koç, de rechterhand van Yıldırım en Aykut Kocaman, ex-spits van Fenerbahçe en technisch directeur van de club. Topuz tekende voor een jaarsalaris van 2,3 miljoen euro. Hij speelde tussen 2009 en 2016 meer dan honderdvijftig competitieduels in dienst van Fenerbahçe en won in het seizoen 2013/14 de landstitel.

## Erelijst
Fenerbahçe
- UEFA Intertoto Cup

2006/07
- Turkse voetbalbeker

2007/08
- Süper Lig

2013/14